# Комптън (Калифорния)
Вижте пояснителната страница за други значения на Комптън.
Комптън (на английски: Compton) е град в окръг Лос Анджелис в щата Калифорния, САЩ. Комптън е с население от 93 493 жители (2000) и обща площ от 26,40 km². Градът е кръстен на Грифит Д. Комптън, водач на заселници, които търсели подходящо място с мек калифорнийски климат. Комптън получава статут на град на 11 май 1888 г. Градът има репутацията на един от най-престъпните градове в САЩ. В края на 1980-те години това предградие на Лос Анджелис става известно благодарение войната между бандитските групировки Bloods и Crips. Голяма част от убийствата в града са свързани с банди.

## Побратимени градове
- Онитша, Нигерия
- Апия, Самоа
- Търговище, България
- Александров, Русия

## Личности
- Ийзи-И, рапър
- Айс Кюб, рапър
- Др. Дре, рапър
- MC Ren, рапър
- The Game, рапър
- Coolio, рапър
- Tyga, рапър
- Джордж Х. У. Буш и Джордж Уокър Буш (живели в града 1949 – 1950),[1] бивши президенти на САЩ
- Крис Новоселич, музикант, бивш басист на Нирвана, живял една година в Комптън през детството си
- Серина Уилямс, тенисистка
- Мерилин Монро, актриса и певица
- Кевин Костнър, актьор
- Кендрик Ламар, рапър
- Барон Дейвис, баскетболист